# Gothic 3
Gothic 3 é um jogo de fantasia RPG para o sistema de PC Windows pela desenvolvedora alemã de jogosPiranha Bytes. Sendo a sequência de Gothic II. Apesar de disponível largamente em inglês, a narrativa do jogo é alemã. O jogo foi lançado por toda a União Europeia em 13 de outubro, de 2006 e após também na America do Norte em 20 Novembro de 2006. A versão norte americana incorporou duas atualizações de correções que apareceram na versão inicial da Edição britânica.